# Direzione nazionale della sicurezza
La Direzione nazionale della sicurezza (NDS) (persiano ریاست امنیت ملی) fu il servizio di intelligence operante in Afghanistan tra 2001 e 2021. Nel 2004 la guida del corpo venne affidata a Amrullah Saleh, mentre Abdullah Laghmani e Sayed Ansari erano rispettivamente vice-comandante del corpo e addetto stampa. NDS aveva il compito principale di aiutare il governo contro i talebani e la rete terroristica Al-Qaida.
La sede logistica era a Kabul ed era supportato da Germania, Gran Bretagna e Stati Uniti d'America.
Il suo primo responsabile immediatamente dopo la caduta dei talebani era Mohammad Arif Sarwari, un generale del Fronte islamico unito per la salvezza dell'Afghanistan.
Secondo Amnesty International il corpo violava i diritti umani contro i prigionieri, con metodi simili a CIA ed FBI. Human Rights Watch nel 2006 criticò le notizie come un attacco alla libertà di stampa.

## Direttori
- Muhammad Arif Sarwari (ottobre 2001 – febbraio 2004)
- Amrullah Saleh (febbraio 2004 – giugno 2010)
- Ibrahim Spinzada (giugno 2010 – luglio 2010) periodo transitorio
- Rahmatullah Nabil (luglio 2010 – settembre 2012)
- Asadullah Khalid (15 settembre 2012 – 28 gennaio 2015)
- Mohammed Masoom Stanekzai (maggio 2016 – settembre 2019)
- Ahmad Zia Saraj (settembre 2019 – agosto 2021)